# محمد المسعري
محمد بن عبد الله بن سليمان بن عبد الرحمن المسعري الحسني الدوسري (8 نوفمبر 1946) معارض للنظام السعودي ومفكر إسلامي، يحمل شهادة الدكتوراة في الفيزياء النووية جامعة كولونيا بألمانيا، مقيم في لندن. مؤسس وأمين عام حزب التجديد الإسلامي والناطق الرسمي له.

## النشأة
ولد في مكة المكرمة يوم الجمعة الخامس عشر من ذي الحجة عام 1365 هجري أي بالميلادي ثمانية نوفمبر 1946 للميلاد. والده هو الشيخ عبد الله بن سليمان المسعري أحد كبار علماء الدين في نجد الذين درسوا على يد الإمام محمد بن إبراهيم آل شيخ المفتي السابق، عمل مرشداً للحجاج بمكة وقاضياً في الباحة ثم وكيلاً لرئيس ديوان المظالم سابقا.
ووالدته هي ابنة إمام الحرمين محمد عبد الرزاق حمزة الذي تسلم فترة من الزمن إمامة وخطابة الحرم النبوي الشريف والحرم المكي.
نشأ محمد المسعري في أول حياته في الحجاز بمكة المكرمة، تعلم العلوم الشرعية على يد عددٍ من العلماء، رافق والده الذي ابتعث لدراسة أصول الدين والفقه الإسلامي في مصر فدرس أول المرحلة الابتدائية هناك ثم عاد إلى المملكة بعد انقضاء بعثة والده التي استغرقت أربع سنوات فأكمل الابتدائية بعد عودته. أكمل دراسته المتوسطة والثانوية في معهد العاصمة النموذجي بالرياض وكان متميزاً، اُبتعث عام 1963 لألمانيا للدراسة الجامعية، درس الفيزياء بجامعة فرانك فورت وأكمل دراساته العليا بنفس الجامعة وحصل على الدكتوراة في الفيزياء النظرية.
عاد إلى الرياض ليعمل أستاذاً جامعياً في الفيزياء بجامعة الملك سعود، تدرج في السلك الأكاديمي حتى حصل على مرتبة بروفيسور عام 1988 فكان من أوائل من حصل على هذه المرتبة العلمية في المملكة، في عام 1984 اٌنتدب رئيساً للمكتب التعليمي في دنفر بولاية كولورادو بالولايات المتحدة الأمريكية إلى أن ترك المكتب بعد خلاف مع السفير بندر بن سلطان فقرر العودة إلى موقعه للتدريس في الجامعة، تولى رئاسة قسم الفيزياء ثم وكيلاً لعمادة الدراسات العليا وكانت له إنجازات كبيرة في القسم
عٌين عضواً في اللجنة النووية التي انشأتها وزارة الدفاع في الثمانينات بحكم أبحاثه في هذا المجال وكان الغرض من تلك اللجنة التخطيط لبناء قدرات نووية بخبرات وطنية سعودية وألغيت تلك اللجنة بعد انشائها بفترة قصيرة لظروف سياسية.

## بدايات العمل السياسي
شارك في العديد من الندوات واللقاءات الدعوية في داخل وخارج المملكة العربية السعودية كما درس على يد الكثير من العلماء من مختلف التيارات والحركات الإسلامية أثناء دراسته الجامعية في الخارج مما كان له بالغ الأثر في صقل شخصيته وصراعه الفكري فيما بعد.
شارك في كتابة الكثير من العرائض والخطابات في مناصحة النظام السعودي بالإصلاح منذ أول نشاطه فشارك في كتابة مذكرة للديوان الملكي عام 1992 وواصل المناصحة السرية للنظام السعودي حتى عام 1993 حينما شارك في لجنة الدفاع عن الحقوق الشرعية ناطقاً رسمياً لها في أول أيامها في الداخل.
صدر أمر ملكي بفصله من الجامعة على خلفية تلك اللجنة وكل من شارك في تلك النشاطات، اعتقتله السلطات السعودية في ربيع 1993 وسجن في سجن الحائر السياسي بالرياض ستة أشهر، أطلق سراحه في نوفمبر 1993 مع بعض رفاقه الذين اعتقلوا لمطالبهم الشرعية.

## الطريق إلى لندن
نظرا للمضايقات التي تعرض لها كل من المسعري ورفاقه من النظام السعودي بغية اسكات الأصوات المطالبة بالإصلاح
في مارس 1994 سافر الدكتور محمد إلى اليمن متسللاً عبر حدودها بعد أن صدر قرار بمنعه من العمل الحكومي والسفر إلى الخارج كما كل رفاقه، نجح في العبور إلى اليمن وهناك استطاع استصدار هوية يمنية له ليغادر بعدها إلى لندن.
وصل إلى مطار جاتويك بلندن في الثامن عشر من أبريل عام 1994 وبعدها بيومين أعلنت لجنة الدفاع عن الحقوق الشرعية بيانها الرابع باستئناف نشاطها من لندن.
قرر أعضاء اللجنة تفويض المسعري أميناً عاماً للجنة الدفاع عن الحقوق الشرعية كما فُوض الدكتور سعد الفقيه رئيساً لمكتبها بعد استئناف نشاطها في الخارج بلندن

## بداية المشاكل في بريطانيا
بعد وصول المسعري إلى بريطانيا أمرته الحكومة البريطانية بمغادرة البلاد واقترحت دومينيكا كوجهة له، لكن قرار الحكومة واجه نقداً من نشطاء حقوقيين. دخل المسعري معركة قانونية انتهت بأن قضت محكمة بريطانية ببطلان قرار الحكومة لعجزها عن اثبات أن دومينيكا وجهة آمنة للمسعري مما يتعارض مع الاتفاقية الأوروبية لحقوق الإنسان وسُمح للمسعري بالبقاء دون منحه حق اللجوء السياسي الذي يسمح له بمغادرة البلاد والرجوع إليها متى ما شاء.

## نهاية اللجنة وبداية الحزب
في مارس 1996 غادر الفقيه اللجنة ليؤسس الحركة الإسلامية للإصلاح بسبب خلافات تنفيذية مع المسعري، أمضى المسعري سنتين متفرغاً في تأليف أبحاثه الشرعية وألف العديد من الكتب الشرعية كما واجه صعوبات مالية بعد الانفصال مما اضطره إلى حل اللجنة ففي 1 مارس 2004 أعلن المسعري حل لجنة الدفاع عن الحقوق الشرعية وتأسيس حزب التجديد الإسلامي وجاء في بيانه التأسيسي أن هدفه:
في يوليو 2004 ألقت السلطات الأمريكية القبض على ابن محمد المسعري (ماجد المسعري) بتهمة خرق شروط الإقامة بتعاطي المخدرات فعلق المسعري أن التهمة «سخيفة ولايصدقها عاقل» وأن سببها الفعلي «أنشطته السياسية». في يناير 2007 رُحِّل ماجد المسعري إلى السعودية بعد أن قضت محكمة أمريكية بعدم منحه حق اللجوء السياسي.
في أكتوبر 2004 قضت محكمة بريطانية بالسجن سنتين ونصف على ضابط شرطة سرّب معلومات تضمنت رقم لوحة سيارة المسعري للسفارة السعودية في لندن.
بعد تفجيرات لندن في يوليو 2005 طالب أعضاء في البرلمان البريطاني بإيقاف بث إذاعة التجديد الإسلامي التي يشرف عليها المسعري والتي كانت تحض على قتل الجنود البريطانيين في العراق والتي أذاعت كلمة مسجلة لأبو مصعب الزرقاوي بينما طالب آخرون بترحيله لكن غياب القوانين التي تمنع ممارسات المسعري أعاقت أي إجراء عملي. أغلق المسعري لاحقا الأجزاء التي سببت الجدل من موقعه وقال أن الموقع كان ضحية «اغتيال حرية التعبير».

## كتبه
1. كتاب التوحيد (أصل الإسلام وحقيقة التوحيد): في حوالي 750 صفحة
2. الحاكمية وسيادة الشرع: في حوالي 350 صفحة
3. الموالاة والمعاداة: في حوالي 450 صفحة
4. محاسبة الحكام: في حوالي 500 صفحة
5. طاعة أولي الأمر، حدودها وقيودها: في حوالي 350 صفحة
6. الأدلة القطعية على عدم شرعية الدولة السعودية.
7. ختم النبوة: وهو كتيب صغير في حوالي 150 صفحة من القطع الصغير.
8. إعلام فضلاء البشر بأخبار المهدي المنتظر
9. أحكام بعض المطعومات والمشروبات.

وهناك عدة كتب تحت الإعداد:
(1) سلطان الأمة، وأحكام الشورى
(2) حكم الانتماء والعمل المنظم
(3) كيفية حمل الدعوة، وفقه الأمر بالمعروف والنهي عن المنكر
(4) حقيقة الإيمان والكفر، وضوابط التكفير
(5) طريق الإيمان (الأدلة اليقينية على صدق النبوة المحمدية)
(6) توثيق النص القرآني.
(7) توثيق السنة النبوية.
(8) الحجاب: وهو ليس عن الزي والحجاب فقط، بل هو رسالة شاملة لأكثر المواضيع المتعلقة بالمرأة وحقوقها في الإسلام.
(9) أحكام المعازف والغناء

### الأبحاث
1. مركز التجارة العالمي (دراسة مفصلة عن مشروعية وحدود استهداف المدنيين في القتال)
2. قصة أبي بصير
3. حكم العمليات الاستشهادية
4. نصرة أفغانستان
5. قتال الطوائف الممتنعة
6. القضية الفلسطينية
7. المنعة والنصرة
8. هم الأنبياء
9. التصوير الفوتوغرافي
10. أحكام العزل، وتحديد النسل
11. سب الإمام علي (من سن سب إمام الهدى علي بن أبي طالب على المنابر؟!)
12. تهذيب اللحية، وخصال الفطرة.
13. عمل قوم لوط (تحت الإعداد)
14. الزينة والعمليات التجميلية (تحت الإعداد)
15. الاستنساخ، والتلقيح الصناعي، ومسائل طبية أخرى (تحت الإعداد).